# Roy Estrada
Roy Ralph Estrada (* 17. dubna 1943, Santa Ana, Kalifornie, USA) je americký baskytarista. Byl dlouholetým spolupracovníkem Franka Zappy. V roce 1964 s ním spoluzaložil skupinu The Mothers of Invention. V roce 1969, kdy skupina na čas přerušila svou činnost, založil kapelu Little Feat. Tu opustil v roce 1972. Během své kariéry spolupracoval s mnoha dalšími hudebníky, mezi které patří například Ry Cooder a Captain Beefheart. V 90. letech strávil šest let ve vězení za sexuální obtěžování dětí. V roce 2012 se přiznal k dalšímu dlouhodobému sexuálnímu obtěžování dětí, načež byl odsouzen na 25 let ve vězení bez nároku na podmíněné propuštění. Propuštěn může být ve věku 93 let.

## Diskografie
s Frankem Zappou (včetně The Mothers of Invention)
- Freak Out! (1966)
- Absolutely Free (1967)
- Lumpy Gravy (1968)
- We're Only in It for the Money (1968)
- Cruising with Ruben & the Jets (1968)
- Uncle Meat (1969)
- Mothermania (1969)
- Burnt Weeny Sandwich (1970)
- Weasels Ripped My Flesh (1970)
- Zoot Allures (1976)
- Shut Up 'n Play Yer Guitar (1981)
- Ship Arriving Too Late to Save a Drowning Witch (1982)
- The Man from Utopia (1983)
- Baby Snakes (1983)
- Them or Us (1984)
- You Can't Do That on Stage Anymore, Vol. 1 (1988)
- You Can't Do That on Stage Anymore, Vol. 3 (1989)
- You Can't Do That on Stage Anymore, Vol. 4 (1991)
- You Can't Do That on Stage Anymore, Vol. 5 (1992)
- Ahead of Their Time (1993)
- The Lost Episodes (1996)
- Frank Zappa Plays the Music of Frank Zappa: A Memorial Tribute (1996)
- FZ:OZ (2002)
- QuAUDIOPHILIAc (2004)
- Joe's Corsage (2004)
- Joe's Menage (2008)

Ostatní
- Permanent Damage (The G.T.O.'s; 1969)
- Ry Cooder (Ry Cooder; 1970)
- Little Feat (Little Feat; 1971)
- Sailin' Shoes (Little Feat; 1972)
- Clear Spot (Captain Beefheart; 1972)
- Hamburger Midnight (Jimmy Carl Black, Roy Estrada & Mike Pini; 2002)